# Flavocrambus
Flavocrambus là một chi bướm đêm thuộc họ Crambidae.